# Michel Pierssens
Michel Pierssens est un chercheur universitaire français et canadien en littérature française, surtout du XIXe siècle, pionnier de l'épistémocritique, né en 1945, qui a longtemps enseigné aux États-Unis et à Montréal (Québec). Avec son complice et ami Jean-Jacques Lefrère, il a entre autres fondé la revue Histoires littéraires et le Colloque des invalides.

## Biographie
Michel Pierssens est étudiant de l'université de Tours, obtient un diplôme d'études supérieures en littérature québécoise (1967), puis à Aix-en-Provence, où il soutient sa thèse de doctorat en littérature française (1972). Entre-temps, en 1971, il cofonde avec Sydney S. Lévy (UCSB), la revue SubStance, toujours publiée aux États-Unis par les presses de l'université du Wisconsin.
L'un de ses premiers essais parus en français est La Tour de Babil. La fiction du signe, publié aux éditions de Minuit en 1976. 
Dès lors, ses travaux portent sur les problèmes posés par la rencontre de la littérature et des savoirs non littéraires (questions linguistiques, questions philosophiques ou scientifiques), un domaine nouveau appelé l'épistémocritique. Il a aussi publié des travaux consacrés à la littérature québécoise. 
Professeur aux États-Unis (Université du Wisconsin à Madison; Université du Michigan à Ann Arbor), puis à l’Université du Québec à Montréal (UQAM), avant d’enseigner à l’Université de Montréal de 1990 à 2017, il a fondé plusieurs groupes de recherche: «Savoirs de Proust, « Littérature et Savoirs », «Savoirs des femmes».
Avec Jean-Jacques Lefrère, il a cofondé en janvier 2000 la revue Histoires littéraires, le Colloque des invalides depuis 1997, un site d'études sur Lautréamont depuis 1998 ainsi que les Cahiers Lautréamont numériques.

## Œuvre
- La Tour de Babil. La fiction du signe, Paris, Minuit, 1976.
- Lautréamont. Éthique à Maldoror, Lille, Presses universitaires de Lille, 1984.
- Maurice Roche, Amsterdam, Rodopi, 1989.
- Savoirs à l'œuvre. Essais d’épistémocritique, Villeneuve d'Ascq, Presses universitaires de Lille, 1990.
- Noëlle Batt & Michel Pierssens (direction), Épistémocritique, Madison (Wisconsin), Substance, 1993.
- Michel Pierssens et Jean-Jacques Lefrère (direction), Les Lecteurs de Lautréamont. Actes du colloque de Montréal, 5-7 octobre 1998, Tusson, Le Lérot, 1999.
- Michel Pierssens & Franc Schuerewegen & Ana Gonzalez Salvador (direction), Savoirs de Proust, Montréal, Paragraphes, vol. 23, 2005
- Ducasse et Lautréamont : l'envers et l'endroit, Paris, Presses de Paris 8, 2006.
- Actes des Colloques des Invalides. 19 volumes parus aux Éditions du Lérot.